# Phrasal verb
Een phrasal verb is een vaste combinatie van een werkwoord en een voorzetsel, een werkwoord en een bijwoord of een werkwoord met een voorzetsel en een bijwoord. Deze combinatie vormt een lexicale eenheid waarvan de betekenis niet rechtstreeks valt af te leiden uit elk der samenstellende delen, net als bij sommige samenstellingen. 
Dergelijke woordgroepen komen vooral in het Engels veel voor.

## In het Engels
In het Engels worden phrasal verbs het voorzetsel of bijwoord in de regel los van het werkwoord geschreven. Verder zijn er meer combinatiemogelijkheden van met name werkwoorden en voorzetsels dan in het Nederlands en veel andere talen. Elke combinatie heeft een specifieke betekenis, waardoor hetzelfde werkwoord in combinatie met verschillende voorzetsels allerlei betekenissen heeft. Bijvoorbeeld:
I was waiting (up) for him.
Ik wachtte op hem.
Do not keep him waiting around.
Laat hem niet wachten.
He was waited upon.
Hij werd bediend.
Wait on God.
Zijn hoop op God vestigen.
Vaak dienen deze phrasal verbs ter vervanging van een formeler (bijvoorbeeld Latijns) synoniem, bijvoorbeeld get together in plaats van congegrate voor "zich verzamelen", of put off in plaats van postpone voor "uitstellen". 

## In andere talen

### Nederlands
In het Nederlands hebben de meest vergelijkbare constructies de vorm van scheidbaar samengestelde werkwoorden die uit een voorzetselbijwoord en een werkwoord bestaan. Voorbeelden zijn uit-leggen, op-maken en uit-schelden.

### Waals
Het Waals is een van oorsprong Romaanse taal die sterke Germaanse invloeden heeft ondergaan. Het kent daardoor ook constructies van een werkwoord en een bijwoord, die viebes ås spitrons (letterlijk "genster-werkwoorden") genoemd worden. Het gaat dan meestal om woordgroepen met de bijwoorden evoye ("weg-"), djus ("neer-") en foû ("buiten-"). Minder frequent worden ook de bijwoorden houte ("langs-"), divant ("voor-") en avou ("mee-") in deze constructies gebruikt.
Il ont cåzu fwait l' bastimint: i n' ont pus k' a moenner les trigus evoye.
Ze zijn bijna klaar met het gebouw: ze moeten alleen het puin nog wegbrengen.
Gn aveut tant d' nive ki nosse pa l' a dvou moenner a begnons evoye.
Er lag zoveel sneeuw dat onze vader hem met pakken moest wegbrengen.
Afleidingen van deze werkwoorden bestaan meestal uit een zelfstandig naamwoord en een bijwoord.
sipitaedje-evoye
verdwijning